# Ludwig Lachmann
Ludwig Lachmann (Berlino, 1º febbraio 1906 – Johannesburg, 17 dicembre 1990) è stato un economista tedesco, importante esponente della scuola austriaca.

## Educazione e carriera
Lachmann ottenne il suo Ph.D. alla Humboldt Universität, dove è stato iscritto dal 1924 al 1933. I suoi primi interessi per la scuola austriaca nacquero nell'estate del 1926, all'Università di Zurigo. Nel 1933 si trasferì dalla Germania in Inghilterra, dove, all'interno della London School of Economics and Political Science, fu collega di Friedrich von Hayek. Nel 1948 si trasferì a Johannesburg, in Sudafrica, dove accettò il ruolo di docente alla University of the Witwatersrand.

## Il suo pensiero
Per Lachmann la scuola austriaca è caratterizzata dall'originale concezione soggettivistica sviluppata da Carl Menger. Secondo l'economista tedesco, la caratteristica essenziale della scuola è una visione basata su una continua evoluzione, contrapponendosi in tal modo alla nozione di equilibrio e all'apparente perfezione formale della scuola neoclassica. A questo riguardo in uno scritto del 1956 egli afferma che l'errore capitale della teoria economica mainstream, basata sulla nozione di equilibrio, "discende sostanzialmente da una confusione tra il soggetto e l'oggetto, tra la mente dell'osservatore e le menti degli attori osservati".
L'opera di Lachmann spazia dalla teoria del valore al ciclo economico, dal capitale all'individualismo. Il suo lavoro fu molto importante per le generazioni successive di economisti austriaci statunitensi.
Il suo contributo è sempre più rivalutato, tanto che la London School of Economics ha dedicato a Lachmann la Ludwig M. Lachmann Research Fellowship nel dipartimento di filosofia.

## Opere
- Capital and Its Structure, 1956
- The Legacy of Max Weber, 1971
- Macro-economic Thinking and the Market Economy, 1973
- Capital, Expectations and the Market Process, 1977
- The Market as an Economic Process, 1986